# Rubus stanneus
Rubus stanneus är en rosväxtart som beskrevs av William Paul Crillon Barton och Riddelsdell. Rubus stanneus ingår i släktet rubusar, och familjen rosväxter. Inga underarter finns listade i Catalogue of Life.